# STS-63
STS-63 va ser la primera missió del Programa Transbordador–Mir estatunidenc/rus, que va dur a terme el primer reencontre del Transbordador espacial estatunidenc amb l'estació espacial russa Mir. Coneguda com la missió 'Mir-propera', en el vol es va utilitzar el Transbordador espacial Discovery, que es va enlairarl de Complex de llançament 39 el 3 de febrer de 1995 des del Centre espacial John F. Kennedy, Florida. Un llançament nocturn i la 20a missió de la Discovery, va marcar la primera vegada que una missió de transbordador espacial tenia una pilot femenina, Eileen Collins, el primers EVA per a dos astronautes, un nascut al Regne Unit, Michael Foale i un astronauta estatunidenc d'arrels africanes Bernard A. Harris, Jr. i també es va dur a terme el reeixit desplegament i recuperació de la plataforma Spartan-204, juntament amb el punt de trobada i sobrevol previst a la Mir, en preparació pel STS-71, la primera missió a atracar a la Mir.

## Tripulació
| Comandant          | James D. Wetherbee Tercer vol espacial    | James D. Wetherbee Tercer vol espacial    |
| Pilot              | Eileen Collins Primer vol espacial        | Eileen Collins Primer vol espacial        |
| Enginyer del vol 1 | Bernard A. Harris, Jr. Segon vol espacial | Bernard A. Harris, Jr. Segon vol espacial |
| Enginyer del vol 2 | Michael Foale Tercer vol espacial         |                                           |
| Enginyer del vol 3 | Janice E. Voss Segon vol espacial         |                                           |
| Enginyer del vol 4 | Vladimir G. Titov Tercer vol espacial     |                                           |